# Ikarus 350
Ikarus 350 — автобус дальнего следования венгерской фирмы Ikarus, выпускавшийся с 1988 по 2001 год. Пришёл на смену Ikarus 250.

## История
Ikarus 350 начал выпускаться в конце 1980-х годов. До 1990-х годов задняя дверь автобуса располагалась за задней осью, что доставляло много проблем, а с 1990 года задняя дверь размещалась перед задней осью.
Кроме леворульных вариантов, также выпускаются праворульные варианты. В Великобритании насчитывалось более 100 автобусов Ikarus 350 с двигателями стандарта Евро-1.

## Особенности
Ikarus 350 оснащался двигателем RÁBA D 2156 MT6UT объёмом 10350 см3, мощностью 184 кВт (250 л. с.) при 2200 об/мин и крутящим моментом 883 Н⋅м при 1600 об/мин, либо же двигателем DAF LT 210 объёмом 11630 см3, мощностью 210 кВт (286 л. с.) при 2200 об/мин и крутящим моментом 1100 Н⋅м при 1300 об/мин. Двигатели сочетались в паре с шестиступенчатой механической трансмиссией CSEPEL S6-90U.